# 朦朧詩人
朦朧詩人（もうろうしじん、中国語: 朦胧诗人; 英語: Misty Poets）は、文化大革命中の芸術制限に抵抗を示した20世紀中国詩の詩人グループである。文芸誌『今天』に集った詩人を中心に作られた朦朧詩（チャイナ・ミスト）は、当初は教条的な文芸界に受け入れられなかったが、1980年代半ばには中国の知識青年たちを熱狂的な詩ブームに巻き込んだ。

## 概要
朦朧詩人という名称の由来は、彼らの作品が「不明瞭」「あいまい」、そして「漠然とした」詩（朦朧詩）であると公式に非難されたことにある。文化大革命期の詩ははっきりした思想を示すことが求められていたのに、朦朧詩はその思想傾向が見えないと批判されたのである。当時の詩は個人の自我ではなく、労働者・農民・兵士ら大衆の共通の思いを述べるものとされていた。また詩の内容は個人の喜怒哀楽でなく、社会主義の発展に役立つもので、表現も大衆にわかりやすいものが求められた。ところが『今天』の詩人たちは自我を押し出し、恋愛感情や政治への幻滅感などを歌い、モダニズムや暗喩の手法を駆使して政治の従属物から文学の解放を目指していた。
詩人の一人顧城によると、「この新しい詩作品の性格を定義すると、それはリアリズムにある。それは客観的リアリズムとして始まったが、主観的リアリズムに方向転換した。それは消極的反応から積極的創造へと向かった」。この運動は雑誌『今天』を中心に展開したが、この雑誌は北島と芒克が1978年に創刊し、1980年に発行停止となるまで刊行された。
郭路生は知識青年世代の詩人の中で最も初期の一人だが、朦朧詩人の何人かに影響を与えた。著名な朦朧詩人である北島、顧城、舒婷、何東 (He Dong)、楊煉の5人は、1989年の六四天安門事件の後に出国した。『今天』は1990年にノルウェーで在外中国人作家のフォーラムとして復刊した。既存の文壇からは「朦朧としてわけがわからない」などと罵声をあびせられたが、『今天』の詩人たちは少しも痛みを感じず、かえって「朦朧詩」派という呼称が彼らの桂冠になった。

## 歴史
文化大革命の間、毛沢東は中国の文学と芸術に対し一定の文化的要件を定めた。この要件に基づき、作家や芸術家たちは「文化部隊」として大衆に革命的価値を教え広めることが奨励された。全ての芸術は政治的なものとなり、芸術のための芸術は存在しなかった。この要件のために、詩作品は例えば次のように従順で現実的なものとなった。
月は地球に従い、
地球は太陽に従う、
石油は我々の歩みに従い、
そして我々は常に共産党に従う。
毛沢東は都市青年の「帰農」により革命意識を培おうとしたが、北京からほど近い村に散った青年たちは農閑期に北京に集まり、情報を交換するサロンが生まれ、新しい文学が胎動することになった。彼らの間で最初に書き写され広まったのが食指（郭路生）の作品である。
このようなサロンは当局の弾圧を受け1974年には姿を消すが、既に芽生えた清新な感性は言論統制の抑圧を押しのけていった。顧城は豚小屋の中で詩を書き始め、北島は仕事の後で最初の戯曲を書いた。1976年に毛沢東が死去し、四人組が逮捕され、「文化的要求」をめぐる法律は緩やかになった。1978年に創刊した非公認の『今天』は、清新な感性の詩人たちのプラットフォームとなった。
『今天』第1号に掲載された北島の詩「回答」は、朦朧詩人たちの不明瞭な感性の実例を示すともいえる。「私は信じない」の連は当時の流行り言葉となった。朦朧詩人たちがその後に詩作品を発表すると、すぐに個人や作家たちの自由、そして社会、国、党への参加意識をめぐる討論が始まった。
朦朧詩人のグループは、1980年代のグンガ（あいまいな）運動のリーダーであったアフメットジャン・オスマンのようなウイグル人の詩人に影響を与えた。中国国内でも全国各地にガリ版刷りの詩誌が百種類もあらわれ、詩の同人組織は全国に2000あまりにもなった。中国で最初のロックミュージシャンたち、特に崔健の歌詞に強い影響を与えた。

## 朦朧詩人の一覧
- 方含（ファン・ハン）(Fang Han) (1947-)
- 食指（郭路生（英語版）） (1948-)
- 北島 (1949-)
- 江河 (詩人)（中国語版） (1949-)
- 多多（英語版） (1951-)
- 芒克（英語版） (1951-)
- 舒婷 (1952-)
- 田暁青（中国語版） (1953-)
- 厳力（イェン・リー）(Yan Li) (1954-)
- 楊煉（英語版） (1955-)
- 顧城（英語版） (1956-1993)
- ハ・ジン (1956-)
- 貝嶺（英語版） (1959-)
- 菲野（英語版） (1962-)
- 西川 (詩人)（英語版） (1963-)
- 何東 (He Dong)
- Chou Ping
- Tang Yaping
- Zhang Zhen